# São Pedro dos Ferros (kommun)
São Pedro dos Ferros är en kommun i Brasilien.   Den ligger i delstaten Minas Gerais, i den sydöstra delen av landet, 700 km sydost om huvudstaden Brasília. Antalet invånare är 8 353.
Följande samhällen finns i São Pedro dos Ferros:
- São Pedro dos Ferros

Omgivningarna runt São Pedro dos Ferros är huvudsakligen savann. Runt São Pedro dos Ferros är det ganska glesbefolkat, med 21 invånare per kvadratkilometer.